# Lobelia occidentalis
Lobelia occidentalis är en klockväxtart som beskrevs av Mcvaugh och Michael J. Huft. Lobelia occidentalis ingår i släktet lobelior, och familjen klockväxter. Inga underarter finns listade i Catalogue of Life.